# Nowa Wioska (powiat raciborski)
Nowa Wioska (cz. Nova Veska, niem. Neudörfel) – wieś w Polsce położona w województwie śląskim, w powiecie raciborskim, w gminie Krzyżanowice.

## Historia
Miejscowość zaczęła się rozwijać już w XIV wieku, jednak administracyjnie do 1976 była kolonią w granicach Owsiszcz pod nazwą Owsiszcze II. Historycznie miejscowość leży na tzw. polskich Morawach, czyli na obszarze dawnej diecezji ołomunieckiej a jej mieszkańców posługujących się tradycyjnie gwarami laskimi nazywano Morawcami.
Po wojnach śląskich miejscowość znalazła się w granicach Prus. Od 1818 w powiecie raciborskim. 
W latach 1975–1998 miejscowość należała administracyjnie do województwa katowickiego.